# Marcelo Pinto Carvalheira
Marcelo Pinto Carvalheira OSB (* 1. Mai 1928 in Recife; † 25. März 2017 ebenda) war ein brasilianischer Ordensgeistlicher und römisch-katholischer Erzbischof von Paraíba.

## Leben
Marcelo Pinto Carvalheira trat der Ordensgemeinschaft der Benediktiner bei und studierte Theologie und Philosophie am Erzbischöflichen Seminar von Olinda sowie an der Päpstlichen Universität Gregoriana in Rom. Er empfing am 28. Februar 1953 in Rom die Priesterweihe. An der Gregoriana wurde er 1956 in Dogmatik promoviert.
Er war Theologieprofessor am Priesterseminar des Erzbistums Olinda e Recife und später auch Spiritual. Er war erster Präsident der überregionalen Priesterseminars und Sekretär der Region Nordost II der brasilianischen Bischofskonferenz (CNBB).
Während der seit 1964 herrschenden Militärdiktatur setzte er sich für Verfolgte ein. Er war ein Unterstützer von Hélder Câmara und weiterer katholischer Meinungsführer; Pinto Carvalheira wurde selbst inhaftiert und gefoltert.
Papst Paul VI. ernannte ihn am 29. Oktober 1975 zum Titularbischof von Bitylius und Weihbischof in Paraíba. Der Erzbischof von Olinda e Recife, Hélder Câmara, spendete ihm am 27. Dezember desselben Jahres die Bischofsweihe; Mitkonsekratoren waren José Maria Pires, Erzbischof von Paraíba, und Aloísio Lorscheider OFM, Erzbischof von Fortaleza.
Am 9. November 1981 wurde er von Papst Johannes Paul II. zum ersten Bischof des neuerrichteten Bistums Guarabira ernannt. In der brasilianischen Bischofskonferenz war er von 1987 bis 1991 und von 1995 bis 1998 Mitglied der Bischofskommission für die Pastoral. Dort war er insbesondere verantwortlich für den Sektor Laien. Am 29. November 1995 wurde er zum Erzbischof von Paraíba ernannt und am 23. Februar des nächsten Jahres ins Amt eingeführt. Von 1998 bis 2004 war Pinto Carvalheira Vizepräsident der brasilianischen Bischofskonferenz.
Am 5. Mai 2004 nahm Papst Johannes Paul II. sein altersbedingtes Rücktrittsgesuch an. Seit seinem Rücktritt lebte Marcelo Pinto Carvalheira im Kloster Mosteiro de São Bento in Olinda.

## Schriften
- Crer em nossos dias, escrito em colaboração com outros, Editora Vozes
- A Evangelização hoje, escrito em colaboração com outros, após o Sínodo sobre a Evangelização, Vozes
- Clamor e libertação, A União, João Pessoa
- São José: o Anawin de Deus, Editora Letra Capital, ISBN 857785017X
- Fioretti do Irmão Francisco. In: Zildo Rocha (Hg.): Hélder, o Dom. Uma vida que marcou os rumos da Igreja no Brasil. Editora Vozes, Petrópolis 1999, ISBN 85-326-2213-5, S. 37 ff.